# Округ Де Сото (Луизијана)
Де Сото (енгл. De Soto Parish) је округ у америчкој савезној држави Луизијана.

## Демографија
По попису из 2010. године број становника је 26.656, што је 1.162 (4,6%) становника више него 2000. године.
| Група             | 2000.          | 2010.          |
| Белци             | 14.089 (55,3%) | 15.092 (56,6%) |
| Афроамериканци    | 10.748 (42,2%) | 10.449 (39,2%) |
| Азијати           | 29 (0,1%)      | 42 (0,2%)      |
| Хиспаноамериканци | 396 (1,6%)     | 661 (2,5%)     |
| Укупно            | 25.494         | 26.656         |